# Baby Bump
『Baby Bump』（ベビィ・パンプ）は、CHARAの17枚目のオリジナル・アルバム。2018年12月19日発売。発売元はユニバーサルシグマ。規格品番：UMCK-9983（CD+CD初回限定盤）UMCK-1614（通常盤）。
2019年3月13日に規格品番：UMJK-9102/3にてLPレコード2枚組が発売された。

## 解説
前作『Sympathy』から1年半ぶりの新作のテーマは「愛を身ごもる」。自身のルーツであるソウルとダンスミュージックを意識したアルバム。
2011年発売13thアルバム『Dark Candy』以来、7年8か月ぶりとなるユニバーサルシグマからの発売。
初回限定盤のみ、同年7月4日・5日にBlue Note Tokyoで行われた『Shut Up And Kiss Me! ～Sweet Soul Sessions Supreme～』からのライヴ音源収録CDとの2枚組仕様。

## 収録曲
全作詞・作曲：Chara（特記以外）／作詞：レイ・マストロジョバンニ（3,4）／作曲：Chara/TAKU（2）Chara/TENDRE（6）Chara/KenKen（7）Chara/SWING-O（10）

### CD1
1. Pink Cadillac
2. Chocolate Wrapping Paper
3. Baby Bump ～Intro～
4. Baby Bump
5. 愛のヘブン
  - ミュージック・ビデオが制作された。
6. Twilight
7. Cheek to Cheek
8. Cat
9. 赤いリンゴ
10. Everybody Look
11. 小さな愛の工場

### CD2
1. Junior Sweet
2. なぜ笑ってるのかな
3. ミルク
4. Tiny Dancer
5. せつなくてごめんね
6. Swallowtail Butterfly 〜あいのうた〜
7. やさしい気持ち
8. Call me
9. Heaven